# Richard James Wyatt

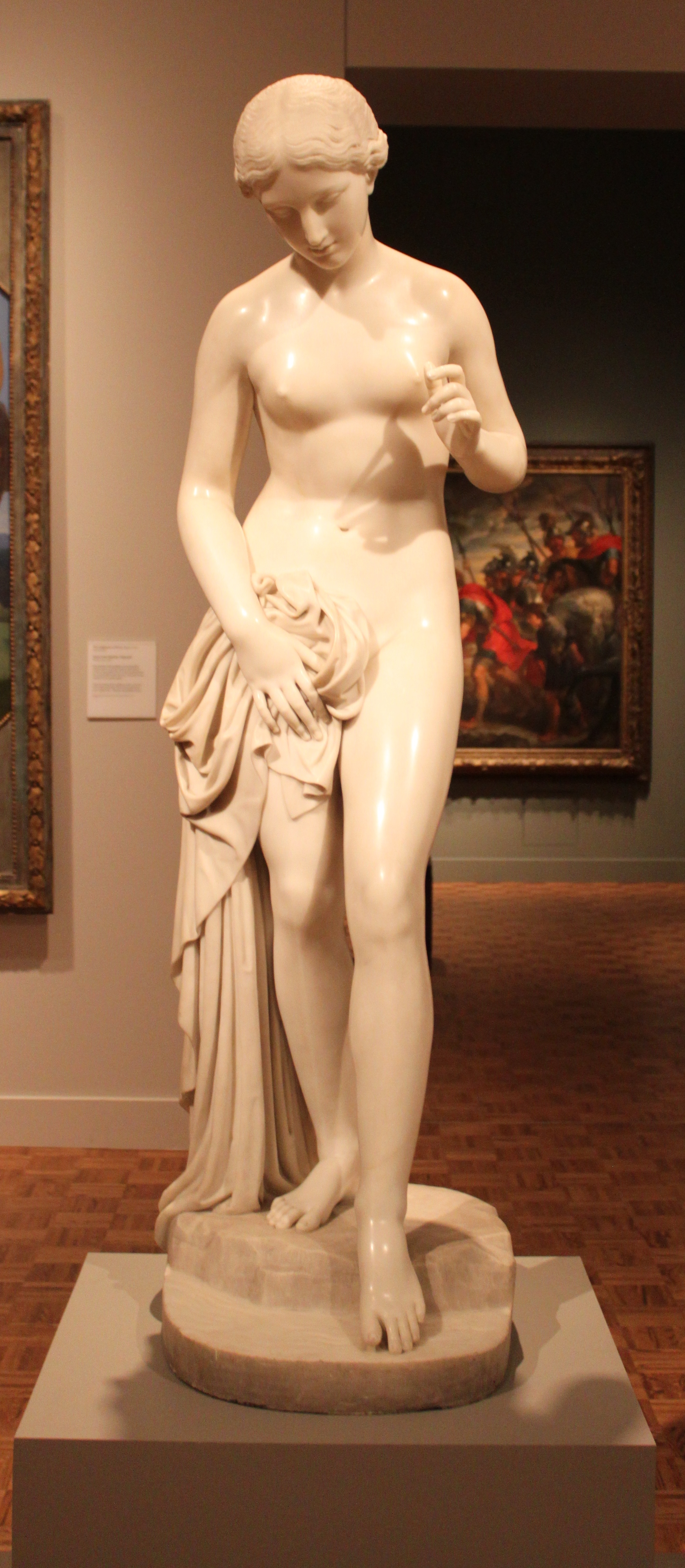
Jeune fille au bain,1830-35, marbre, Detroit Institute of Arts

Richard James Wyatt, né en juin 1795 (baptisé le 6) à Londres et mort en mai 1850, est un sculpteur anglais. Il est le petit-fils de l'architecte James Wyatt. Il étudie à Rome auprès de Canova et est un camarade du sculpteur John Gibson. D'inspiration classique, il privilégie les représentations féminines.

## Biographie
Il naît à Londres, fils d'Edward Wyatt l'aîné (1757-1833) et Anne Maddox, et est baptisé à St James, Middlesex. Il étudie à l'Académie Royale, où il remporte deux médailles, et est apprenti auprès de John Charles Felix Rossi (en). En 1818, il expose à l'académie un Jugement de Paris, et en 1819, un monument à Lady Anne Hudson ; d'autres premières œuvres commémoratives sont à Esher Church et à la chapelle St. John's Wood. Quand Canova vient en visite, Wyatt lui recommandé par Thomas Lawrence et reçoit une invitation à Rome. Il quitte l'Angleterre au début de 1821, et, après avoir étudié pendant quelques mois à Paris auprès de François-Joseph Bosio, il rejoint l'atelier de Canova à Rome, où il a John Gibson (1790-1866) comme camarade.
Il reste à Rome où il connaît le succès, et de 1831 à sa mort, il expose fréquemment à l'Académie royale. Parmi ses œuvres connues, on citera Ino et l'enfant Bacchus, Jeune fille au bain, Musidora, Penelope, La Chasseuse et Flora. Plusieurs d'entre elles ont été gravées pour The Art Journal. Pénélope est une commande donnée par la reine à Wyatt lors de sa visite en Angleterre en 1841 